# 桐生市立東小学校
桐生市立東小学校（きりゅうしりつ ひがししょうがっこう）は、群馬県桐生市仲町二丁目にある公立小学校。

## 概要

### 所在地
- 群馬県桐生市仲町二丁目4番21号

### 学区
- 仲町一丁目の一部：坂西桐生線以南（6番～13番）[1]
- 仲町二丁目～三丁目
- 東一丁目の一部：坂西桐生線以南（6番～14番）
- 東二丁目の一部：坂西桐生線以南（7番～15番）
- 東三丁目の一部：坂西桐生線以南（3番～7番）
- 東四丁目～七丁目
- 本町四丁目の一部：本町通り以東（70～95）
- 本町五丁目の一部：本町通り以東（38～69）
- 本町六丁目の一部：本町通り以東（1～37）
- 東町
- 泉町
- 高砂町
- 旭町
- 川岸町の一部

## 沿革
- 1874年（明治7年）1月 - 安楽土学校として開校する。
- 1885年（明治18年）11月 - 山田第一校の第一分校となる。
- 1886年（明治19年）4月 - 第百九十学区桐生連合東尋常小学校と改称する。
- 1908年（明治41年）4月 - 桐生尋常高等小学校と改称する。
- 1921年（大正10年）3月1日 - 山田郡桐生町が市制施行。桐生市桐生尋常高等小学校と改称する。
- 1939年（昭和14年）4月 - 桐生市東尋常小学校と改称する。
- 1941年（昭和16年）4月 - 桐生市東国民学校と改称する。
- 1947年（昭和22年）4月 - 桐生市立東小学校と改称する。

## 学校周辺
- 桐生市立東中学校
- 観音院
- 桐生タイムス
- 桐生倶楽部
- 中通り
- 広見通り